# Valtatie 24
Pour les articles homonymes, voir Route nationale 24.
La route nationale 24  (en finnois : Valtatie 24, en suédois : Riksväg 24) est une route nationale de Finlande menant de Lahti à Jämsä.
Elle mesure 114 kilomètres de long.

## Trajet
La route nationale 24 traverse les municipalités suivantes :
Lahti, Hollola, Asikkala, Padasjoki, Kuhmoinen, Jämsä.